# Gaylussacia densa
Gaylussacia densa är en ljungväxtart som beskrevs av Adelbert von Chamisso. Gaylussacia densa ingår i släktet Gaylussacia och familjen ljungväxter.

## Underarter
Arten delas in i följande underarter:
- G. d. bocainae
- G. d. oblonga